# Agapanthia villosoviridescens
Agapanthia villosoviridescens es una especie de escarabajo del género Agapanthia, familia Cerambycidae. Fue descrita científicamente por Degeer en 1775.
Habita en Albania, Alemania, Inglaterra, Austria, Bélgica, Bosnia y Herzegovina, Bulgaria, Córcega, Crimea, Croacia, Dinamarca, España, Estonia, Finlandia, Francia, Grecia, Hungría, Italia, Kazajistán, Letonia, Lituania, Luxemburgo, Macedonia, Moldavia, Noruega, Nueva Guinea, Países Bajos, Polonia, Portugal, Rumania, Rusia, Sicilia, Eslovaquia, Eslovenia, Suecia, Suiza, Chequia, Turquía, Ucrania y Yugoslavia. Esta especie mide aproximadamente 10-12 mm y su período de vuelo ocurre en los meses de mayo, junio, julio, agosto y septiembre.